# 北京市通州区医疗保障局
39°53′26″N 116°40′13″E / 39.89051°N 116.67038°E
北京市通州区医疗保障局是北京市通州区人民政府的一个部门。

## 领导
2021年2月，本机构的领导为：
- 纪福民：局党组书记。工作分工：主持区医疗保障局党组全面工作
- 田春华：局长。工作分工：主持区医疗保障局行政全面工作
- 安源良：局党组成员、副局长。工作分工：负责党建、人事、财务、机关服务保障等综合工作，及医疗保障政策落实、业务经办管理等相关工作

## 机构设置
2021年2月，本机构下设：
- 北京市通州区医疗保险事务管理中心
- 办公室